# Kowaniec (Nowy Targ)
Kowaniec – część miasta Nowy Targ w województwie małopolskim, w powiecie nowotarskim, dawniej samodzielna wieś.

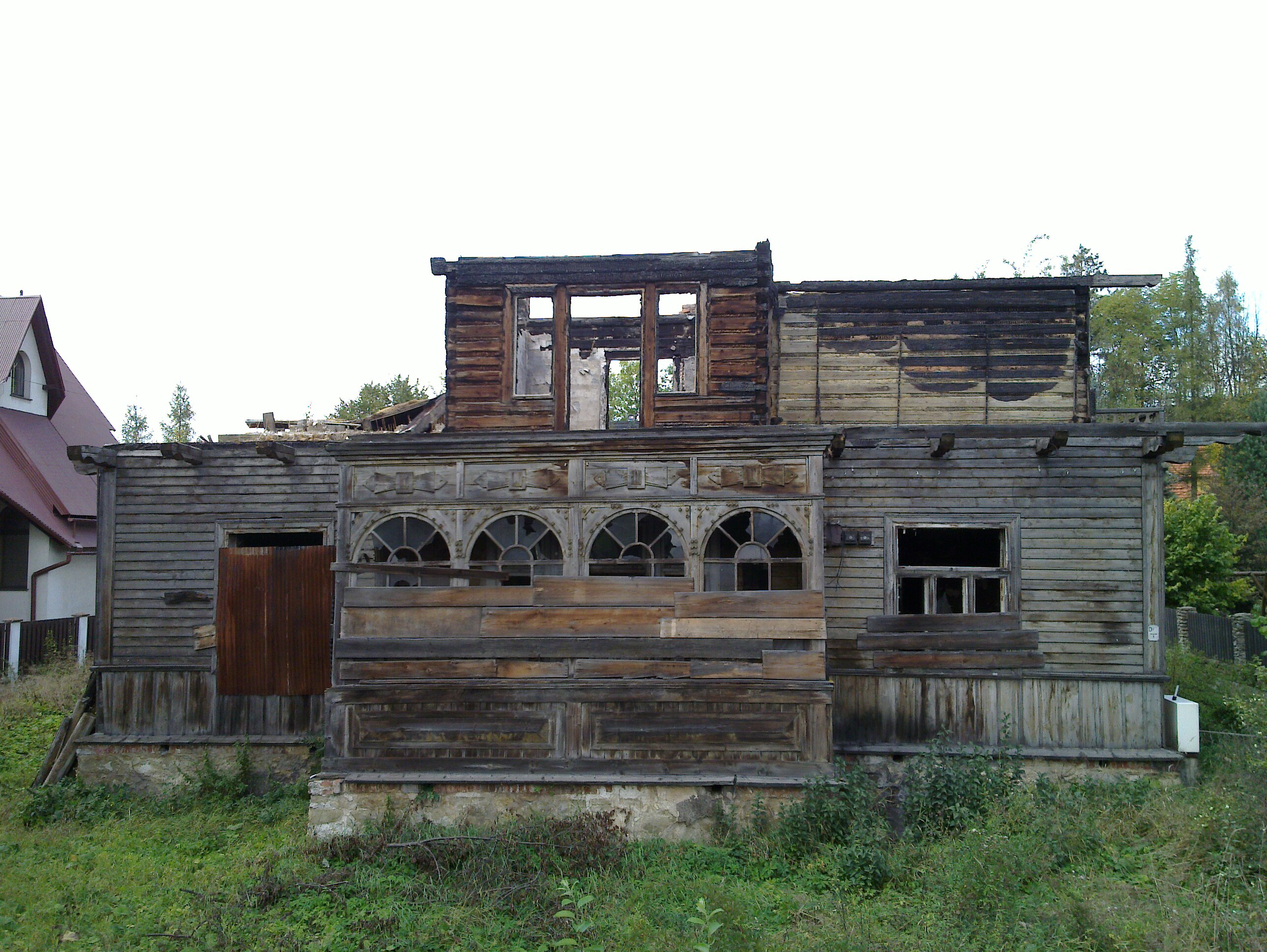
Ruiny willi „Anna”

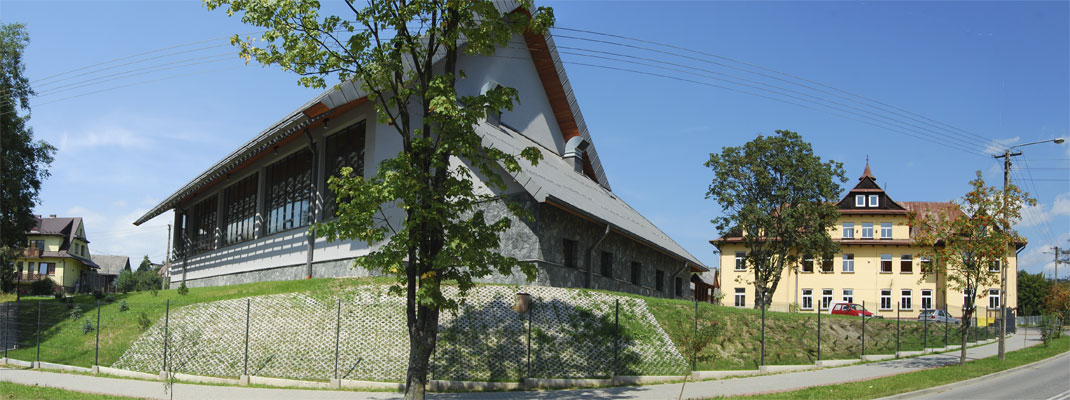
Zespół Szkół Ekonomicznych

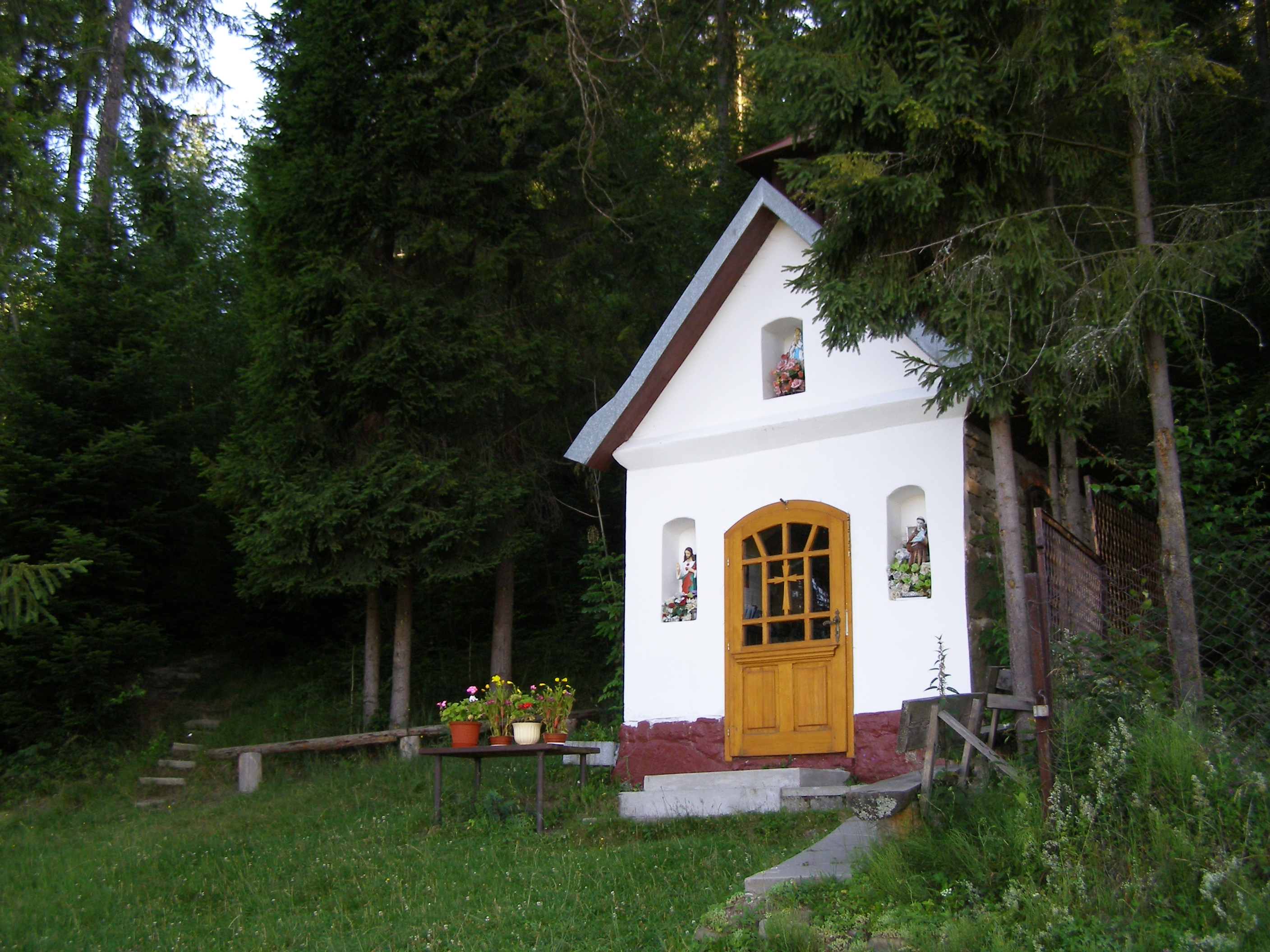
Kapliczka przy drodze na polanę Dziubasówki

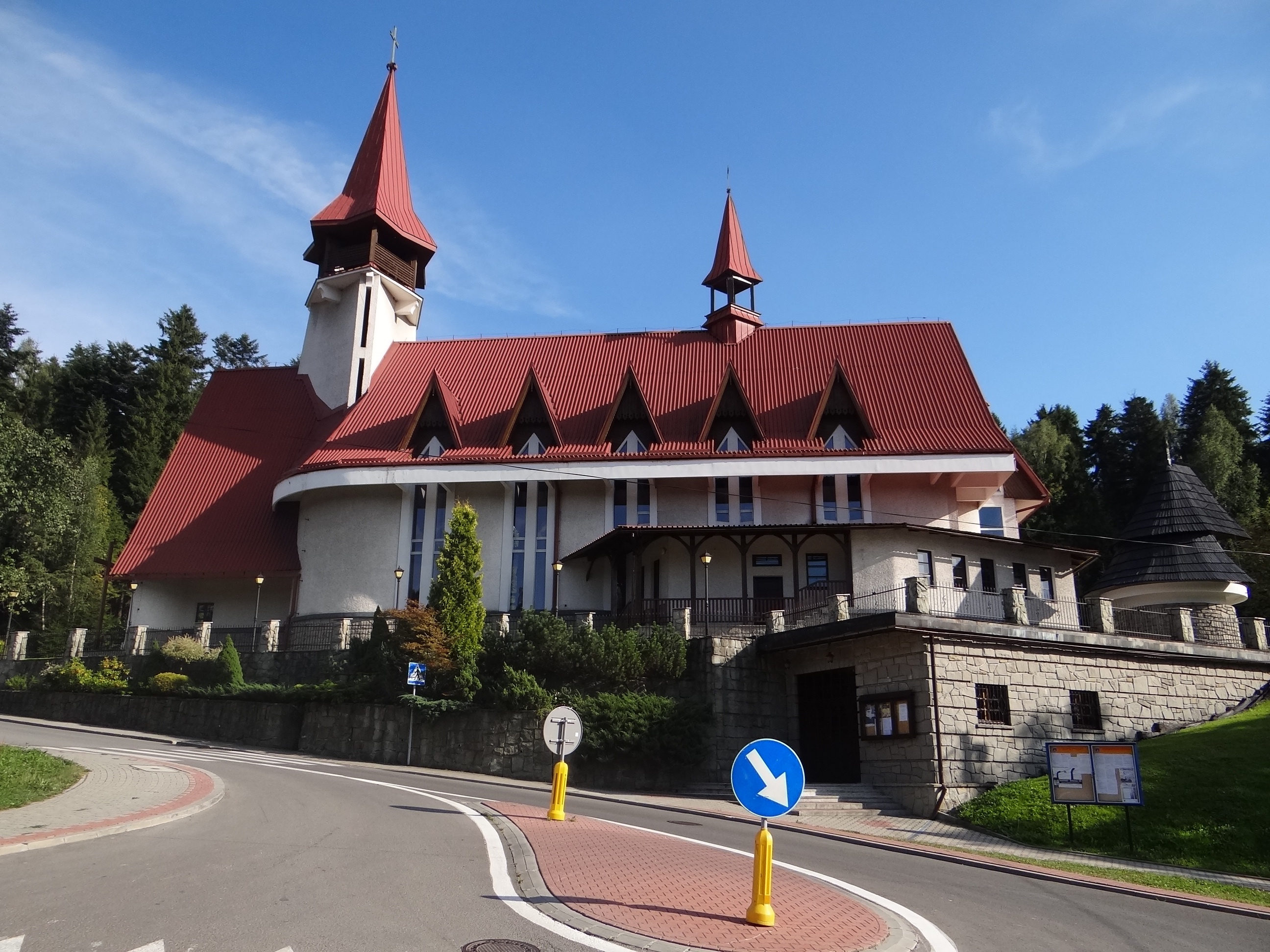
Kościół Matki Bożej Anielskiej

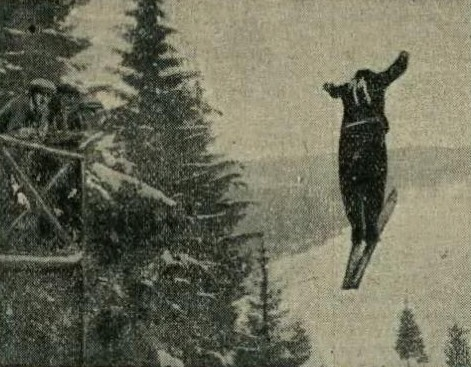
Skok Zygmunta Rajskiego podczas Mistrzostw Nowego Targu (1929)

## Położenie
Kowaniec to północno-wschodnia część Nowego Targu w województwie małopolskim, nr TERYT: 0961640, współrzędne 49°30′17″N 20°03′12″E. Znajduje się na wysokości około 654 m n.p.m., w dolinie potoku o tej samej nazwie i jego dopływów: Małego Kowańca i Wielkiego Kowańca. Liczy niecałe 5000 mieszkańców. Dominuje tu budownictwo jednorodzinne.
Ma połączenia autobusowe z centrum miasta oraz dworcami kolejowym i autobusowym.

## Historia
Dawniej była to samodzielna wieś, z czasem włączona do Nowego Targu. W dwudziestoleciu międzywojennym Kowaniec rozwijał się jako ośrodek wędkarski oraz popularne letnisko. Pozostałością tego okresu są znajdujące się w dzielnicy wille drewniane i murowane, budowane m.in. w stylu zakopiańskim, szwajcarskim i dworkowym.
W okresie II wojny światowej w czasie kampanii wrześniowej na lewym brzegu Czarnego Dunajca, tj. w okolicach cmentarza rzymskokatolickiego i na Kowańcu, opór wkraczającym wojskom niemieckim stawiły nieliczne oddziały policji. Podczas okupacji niemieckiej na terenie Kowańca działała Konfederacja Tatrzańska. W styczniu 1945 Józef Kuraś ps. Ogień przeprowadził przez Turbacz oddziały Armii Czerwonej i wraz z oddziałem Armii Ludowej wkroczył do Nowego Targu od strony Kowańca.

## Obiekty
Na Kowańcu znajdują się jednostka ochotniczej straży pożarnej, przedszkole, szkoła podstawowa, Zespół Szkół Ekonomicznych oraz kościół i parafia Matki Bożej Anielskiej, erygowana w 1982 roku. Siedzibę ma tutaj Nadleśnictwo Nowy Targ. Od 1938 działał dom dziecka, od 1969 pod nazwą Państwowy Dom Dziecka im. „Bohaterów Września 1939 r.”. Budynek przez wiele lat stał opuszczony, a w 2014 spłonął.
Stała tu, wpisana do rejestru zabytków, willa „Anna” z 1910 roku, która spłonęła w 2009 roku. Ponadto do ewidencji zabytków zostały wpisane kapliczka oraz kilkadziesiąt budynków.

## Turystyka
Kowaniec jest jedną z najbardziej atrakcyjnych turystycznie części Nowego Targu, może stanowić punkt startowy do wycieczek w całe południowo-zachodnie Gorce. Turyści mogą znaleźć tu zakwaterowanie w kilku ośrodkach wczasowych, pensjonatach i kwaterach prywatnych.
W pobliżu kościoła i końcowego przystanku komunikacji miejskiej mają początek dwa szlaki turystyczne prowadzące do schroniska na Turbaczu: zielony i żółty, oraz szlak zielony do schroniska na Starych Wierchach. Przebiega tędy również Gorczański Szlak Papieski.

### Szlaki turystyczne
– Kowaniec – polana Dziubasówki – Hrube – polana Wisielakówka – Schronisko PTTK na Turbaczu
 – Kowaniec – Długa Polana – Polana Brożek – Bukowina Waksmundzka – polana Wisielakówka – Schronisko PTTK na Turbaczu
 – Kowaniec – Polana Bernadowa – Kotlarka – Polana Rożnowa – Parzygnatówka (przysiółek Obidowej) – schronisko PTTK na Starych Wierchach

## Sport
Na Długiej Polanie znajduje się stacja narciarska z dwoma wyciągami i trzema trasami zjazdowymi. W sylwestra 1928 roku otwarto na Kowańcu skocznię narciarską, w pierwszych rozegranych na niej zawodach zwyciężył Bronisław Czech, wkrótce zbudowano drugą. Do lat 90. XX wieku funkcjonowały tu łącznie trzy obiekty: K50 (ze sztucznym rozbiegiem), K30 (naturalna) oraz niedokończona K40, zarządzane najpierw przez Podhale Nowy Targ, a potem przez LKS Kowaniec.